# 191 Колґа
191 Колґа (191 Kolga) — астероїд головного поясу, відкритий 30 вересня 1878 року.